# Amtsgericht Ulrichstein
Das Amtsgericht Ulrichstein war ein von 1879 bis 1943, als Zweigstelle noch bis 1968 bestehendes Amtsgericht mit Sitz in Ulrichstein.

## Gründung
Das Gericht wurde zum 1. Oktober 1879 gegründet. Anlass war das Gerichtsverfassungsgesetz von 1877, das die Gerichtsverfassung im Deutschen Reich vereinheitlichte und nun auch im Großherzogtum Hessen umgesetzt wurde. Funktional ersetzte es das gleichzeitig aufgelöste Landgericht Ulrichstein. Das Amtsgericht wurde dem Bezirk des ebenfalls neu errichteten Landgerichts Gießen zugeordnet.

## Bezirk
| Gemeinde           | Herkunft                | Zugang | Abgang    | Nach                 |
| ------------------ | ----------------------- | ------ | --------- | -------------------- |
| Altenhain          | Landgericht Ulrichstein | 1879   | 1908      | Amtsgericht Laubach  |
| Bobenhausen II     | Landgericht Ulrichstein | 1879   | 1943/1968 | Amtsgericht Schotten |
| Felda              | Landgericht Ulrichstein | 1879   | 1943/1968 | Amtsgericht Schotten |
| Feldkrücken        | Landgericht Ulrichstein | 1879   | 1943/1968 | Amtsgericht Schotten |
| Heckersdorf        | Landgericht Ulrichstein | 1879   | 1943/1968 | Amtsgericht Schotten |
| Helpershain        | Landgericht Ulrichstein | 1879   | 1943/1968 | Amtsgericht Schotten |
| Kestrich           | Landgericht Ulrichstein | 1879   | 1943/1968 | Amtsgericht Schotten |
| Kleinfelda         | Landgericht Ulrichstein | 1879   | 1943/1968 | Amtsgericht Schotten |
| Köddingen          | Landgericht Ulrichstein | 1879   | 1943/1968 | Amtsgericht Schotten |
| Kölzenhain         | Landgericht Ulrichstein | 1879   | 1943/1968 | Amtsgericht Schotten |
| Meiches            | Landgericht Ulrichstein | 1879   | 1943/1968 | Amtsgericht Schotten |
| Oberseibertenrod   | Landgericht Ulrichstein | 1879   | 1943/1968 | Amtsgericht Schotten |
| Rebgeshain         | Landgericht Ulrichstein | 1879   | 1943/1968 | Amtsgericht Schotten |
| Schellnhausen      | Landgericht Ulrichstein | 1879   | 1943/1968 | Amtsgericht Schotten |
| Schmitten          | Landgericht Ulrichstein | 1879   | 1943/1968 | Amtsgericht Schotten |
| Sellnrod           | Landgericht Ulrichstein | 1879   | 1943/1968 | Amtsgericht Schotten |
| Stumpertenrod      | Landgericht Ulrichstein | 1879   | 1943/1968 | Amtsgericht Schotten |
| Unter-Seibertenrod | Landgericht Ulrichstein | 1879   | 1943/1968 | Amtsgericht Schotten |
| Windhausen         | Landgericht Ulrichstein | 1879   | 1943/1968 | Amtsgericht Schotten |
| Wohnfeld           | Landgericht Ulrichstein | 1879   | 1943/1968 | Amtsgericht Schotten |
| Zeilbach           | Landgericht Ulrichstein | 1879   | 1943/1968 | Amtsgericht Schotten |

## Weitere Entwicklung
Altenhain wurde zum 15. Mai 1908 vom Bezirk des Amtsgerichts Ulrichstein abgetrennt und dem Bezirk des Amtsgerichts Laubach zugeteilt.

## Ende
Durch kriegsbedingte Sparmaßnahmen verlor das Amtsgericht Ulrichstein 1943 seine Selbständigkeit und wurde zur Zweigstelle des Amtsgerichts Schotten. Am 1. Juli 1968 wurde auch diese Zweigstelle aufgehoben.